# Somewhere Over the Rainbow (Connie Talbot)
Somewhere Over the Rainbow è il primo singolo della cantante britannica Connie Talbot (e della sua infanzia), pubblicato il 26 novembre 2007 ed estratto dall'album Over the Rainbow.

## I brani

### Over the Rainbow
Cover dell'omonimo brano interpretato, originariamente, da Judy Garland per la colonna sonora del film Il mago di Oz (1939), prodotto dalla MGM. Il testo è di E. Y. Harburg, mentre la musica è di Harold Arlen.
Con questo brano Connie Talbot è diventata famosa nel 2007, partecipando al talent britannico Britain's Got Talent e arrivando alle finali, dove è stata battuta dal cantante lirico Paul Potts.

### White Christmas
Cover dell'omonimo brano, scritto da Irving Berlin e interpretato, per la prima volta, da Bing Crosby.

## Tracce
1. Over the Rainbow – 2:52
2. White Christmas – 3:15